# کارل آلبرت آندرسن
کارل آلبرت آندرسن (انگلیسی: Carl Albert Andersen; ۱۵ اوت ۱۸۷۶ – ۲۸ سپتامبر ۱۹۵۱) ژیمناست هنری و ورزشکار پرش ارتفاع اهل نروژ بود.